# あぁ!
あぁ!は、ハロー!プロジェクトに所属していた3人組女性ボーカル&ダンスグループである。
グループ名の由来は、「喜び、悲しみ、嘆き、叫び…など、様々な感情を表す言葉としての世界の共通語。アーティスト名では50音順で必ず先頭になる」。

## メンバー
年齢順の表記。括弧内は結成当時の年齢と所属グループ。

### 第1期
- 田中れいな （13歳、モーニング娘。） - リーダー
- 夏焼雅 （11歳、ハロー!プロジェクト・キッズ）
- 鈴木愛理 （9歳、ハロー!プロジェクト・キッズ）

### 第2期
- 夏焼雅 （16歳、Berryz工房）
- 鈴木愛理 （15歳、℃-ute）
- 佐保明梨 （14歳、ハロプロエッグ）

## 略歴
2003年
- 9月12日、ハロー!プロジェクト19番目の新ユニットとして結成が発表された。メンバー全員が平成生まれの3人による、当時平均年齢11歳のハロー!プロジェクト最年少ユニットだった。
- 10月26日、『ハロー!モーニング。』で、「魁!!新垣塾 あぁ!結成記念番外編」を放送。
- 10月29日、ファーストシングル「FIRST KISS」発売。
- 10月31日、『ミュージックステーション』に出演し、「FIRST KISS」を披露。
- 12月17日、オムニバスアルバム『プッチベスト4』に「FIRST KISS」が収録された。また、同日発売の『プッチベスト4 DVD』に「FIRST KISS」のPVが収録された。

2006年
- 1月2日 - 21日、『Hello! Project 2006 Winter 〜ワンダフルハーツ〜』で、オリジナルメンバーにより「FIRST KISS」を披露。

2009年
- 7月15日、ハロー!プロジェクト合同企画『チャンプル①〜ハッピーマリッジソングカバー集〜』で「YES-YES-YES」をカバー。この楽曲以降、田中に代わりハロプロエッグの佐保明梨が加入[2]。田中はこの時あぁ!卒業となったが同時期にHigh-Kingでの活動をしていた。
- 7月19日 - 8月9日、『Hello! Project 2009 SUMMER 革命元年 〜Hello! チャンプル〜』に出演。「夢と現実」を披露した。
- 12月2日、『プッチベスト10』に「夢と現実」が収録された。

2010年
- 1月5日 - 24日、『Hello! Project 2010 WINTER 歌超風月 〜シャッフルデート〜』に出演。「FIRST KISS」、「夢と現実」を披露した。
- 7月18日 - 8月8日、『Hello! Project 2010 SUMMER 〜ファンコラ!〜』に出演。「FIRST KISS」（名古屋昼公演）、「正夢」（渋谷夜公演）を披露した。

2011年
- 1月2日 - 23日、『Hello! Project 2011 WINTER 〜歓迎新鮮まつり〜』に出演。「DON'T STOP 恋愛中」（A-1公演）、「シャイニング 愛しき貴方」（A-2公演）を披露した。
- 佐保明梨が4月18日、ハロプロエッグの研修課程を修了したことを発表。

2021年
- 3月6日、「M-line Special 2021～Make a Wish!～」(宮城公演)にて「FIRST KISS」、「正夢」を披露した。田中、鈴木、夏焼がハロー! プロジェクトを卒業して以来初披露であり、10年ぶりの披露となる。

2023年
- 9月10日、Hello! Project 25th ANNIVERSARY CONCERT『ALL FOR ONE & ONE FOR ALL!』ACT Iにて「FIRST KISS」を披露した。なお、夏焼と鈴木はACT Iへの出演予定を発表されていなかったため、シークレットの出演だった。

## 作品

### シングル
1. FIRST KISS （2003年10月29日）
  - カップリング：正夢
  - 『プッチベスト4 DVD』にPVが収録されている。

### アルバム
- プッチベスト4（2003年12月17日） - 「FIRST KISS」を収録
- ハロー!プロジェクト スペシャルユニット メガベスト（2008年12月10日） - 同上
- チャンプル①〜ハッピーマリッジソングカバー集〜（2009年7月15日） - 「YES-YES-YES」を収録
- プッチベスト10（2009年12月2日） - 「夢と現実」を収録